# Cashman
Cashman (Cashman, Savings Soldier, Akira Toriyama, novembre 1990) est un manga publié dans V Jump et édité en français en 1998 par Glénat dans Akira Toriyama Histoires Courtes volume 3. Un OAV de 15 minutes est diffusé en 1997 par Toei Animation.

## L'histoire
Jiora est un policier de la planète Biretijon qui s'écrase sur Terre alors qu'il est à la poursuite d'un criminel dans l'espace. Coincé sur notre planète et à court de carburant, Jiora emprunte le corps d'un policier et accède ainsi à une identité " de jour ". Pour ce faire, avec l'apparence de Cashman, il aide les faibles et arrête les bandits en espérant en échange être rémunéré afin de pouvoir s'acheter du carburant pour pouvoir rentrer chez lui...

## Analyse
"Cashman, combattant rémunéré" est paru de manière sporadique entre 1990 et 1991 dans "V Jump's". La série reprend en mai 1997 dans "V-Jump" #6 de façon plus régulière. Les dessins de Cashman sont fort proches de ceux de Dragon Ball. Le personnage ressemble un peu à Freezer et Cell. Ce manga a droit à une parution en un volume et quelques histoires dans Histoires courtes 3.